# La Beresma
La Beresma és un paratge del terme municipal de Monistrol de Calders, al Moianès.
Està situat a migdia del Pla del Sant, a llevant del Serrat de la Rectora i al sud-est dels Salarots. És a la carena que separa les vall de la riera de Sant Joan, al sud, i del torrent de Colljovà, al nord, en el vessant que mira cap a migdia.